# Phil Russell
Phillip Douglas Russell (* 21. Juli 1952 in Edmonton, Alberta) ist ein ehemaliger kanadischer Eishockeyspieler, -trainer und -scout, der während seiner aktiven Karriere zwischen 1970 und 1988 unter anderem 1089 Spiele für die Chicago Black Hawks, Atlanta Flames, Calgary Flames, New Jersey Devils und Buffalo Sabres in der National Hockey League auf der Position des Verteidigers bestritten hat. Darüber hinaus war er nach seinem aktiven Karriereende zwischen 1988 und 2008 unter anderem als Assistenztrainer der Frankfurt Lions aus der Deutschen Eishockey Liga und Scout der Pittsburgh Penguins und Chicago Blackhawks aus der NHL tätig.

## Karriere
Russell verbrachte seine Juniorenzeit zwischen 1970 und 1972 bei den Edmonton Oil Kings in der Western Canada Hockey League. Mit der Mannschaft gewann der Verteidiger zweimal in Folge den President’s Cup der WCHL und war mit dem Team in beiden Jahren auch im Memorial Cup vertreten, den sie aber in beiden Jahren nicht gewinnen konnten. Sein zweites Juniorenjahr schloss er als Spieler mit den meisten Strafminuten ab, verbuchte jedoch auch 59 Scorerpunkte und wurde dadurch ins First All-Star Team der Liga berufen. Im Anschluss an seine Zeit bei den Junioren wurde Russell im NHL Amateur Draft 1972 an 13. Gesamtposition von den Chicago Black Hawks aus der National Hockey League ausgewählt.
Gleich zu Beginn der Spielzeit 1972/73 gelang es dem Abwehrspieler sich als Stammspieler im Kader der Black Hawks zu etablieren. Insgesamt lief Russell fast sieben komplette Spieljahre für Chicago auf und wurde während dieser Zeit zweimal zum NHL All-Star Game eingeladen. Zum Ende der Saison 1978/79 wurde der Defensivakteur zusammen mit Ivan Boldirev und Darcy Rota zu den Atlanta Flames transferiert, während im Gegenzug Tom Lysiak, Pat Ribble, Harold Phillipoff, Greg Fox und Miles Zaharko den Weg nach Chicago antraten. Mit dem Wechsel zu den Flames endete die bisherige Beständigkeit in Russells NHL-Karriere abrupt. Der Kanadier beendete die Spielzeit sowie die folgende in Atlanta und zog im Sommer 1980 dann mit dem Franchise über die Landesgrenze ins kanadische Calgary. Dort spielte das Team fortan unter dem Namen Calgary Flames. Der Verteidiger blieb dem Klub bis zum Ende der Saison 1982/83 treu und war zwischen 1981 und 1983 der zweite Mannschaftskapitän der Franchise-Geschichte, ehe ihn ein Transfergeschäft gemeinsam mit Mel Bridgman zu den New Jersey Devils führte. Im Gegenzug wechselten Steve Tambellini und Joel Quenneville nach Calgary.
Für die Devils spielte Russell die folgenden drei Jahre bis 1986 und absolvierte 1985 sein drittes All-Star Game. Zum Ende der Saison 1985/86 erfolgte schließlich der dritte Transfer im Laufe seiner Karriere, als er im Tausch für ein Zwölftrunden-Wahlrecht im NHL Entry Draft 1986 an die Buffalo Sabres abgegeben wurde. Für die Sabres bestritt Russell bis in die Spielzeit 1986/87 hinein insgesamt 18 Partien, bevor er noch im Saisonverlauf in die Schweiz wechselte. Für den EHC Olten absolvierte er sechs Spiele in der Nationalliga A. Seine letzte Station waren in der Saison 1987/88 die  Kalamazoo Wings aus der International Hockey League, bevor er im Alter von 36 Jahren seine aktive Karriere beendete.
Im Anschluss begann Russell als Trainer und Scout zu arbeiten. Von 1988 bis 1991 fungierte er als Assistenztrainer der Muskegon Lumberjacks aus der IHL, ehe er diese zur Spielzeit 1991/92 hauptverantwortlich betreute. Mit dem Umzug des Teams behielt er diesen Posten auch bei den Cleveland Lumberjacks im folgenden Spieljahr. Zur Saison 1993/94 wurde der Kanadier vom Cheftrainerposten entbunden und für die folgenden zwei Jahre zum Assistenz-General-Manager sowie Direktor der Scouting-Abteilung ernannt. Gleichzeitig wurde er als Scout von den Pittsburgh Penguins aus der NHL angestellt. Diese Position besetzte er bis zum Sommer 1997, bevor er in derselben Funktion für sein Ex-Team, die Chicago Blackhawks, arbeitete.
Mit Beginn der Spielzeit 1999/2000 begann Russell wieder als Trainer zu arbeiten. Zunächst für eine Saison als Assistenztrainer bei den Cleveland Lumberjacks unter Cheftrainer Blair MacDonald, gefolgt von seiner ersten Auslandsstation bei den Frankfurt Lions aus der Deutschen Eishockey Liga ebenfalls unter MacDonald. Russells Engagement in Frankfurt endete im Januar 2001 aber frühzeitig. Nach einer längeren Auszeit kehrte er erst zur Saison 2004/05 wieder ins Eishockeygeschäft zurück und assistierte bis zum Sommer 2006 Dirk Graham bei den Springfield Falcons in der American Hockey League. Zuletzt war er in der Spielzeit 2007/08 in selbiger Position bei den Pensacola Ice Pilots in der ECHL tätig.

### International
Für sein Heimatland spielte Russell bei den Weltmeisterschaften 1977 in der österreichischen Landeshauptstadt Wien und 1986 in der sowjetischen Hauptstadt Moskau. Dabei konnte er 1986 mit den Kanadiern die Bronzemedaille gewinnen, wozu er in acht Turnierspielen mit einer Torvorlage beitrug. Bei der Weltmeisterschaft sieben Jahre zuvor landeten die Ahornblätter auf dem undankbaren vierten Rang und damit außerhalb der Medaillenränge. Insgesamt bestritt Russell im Laufe seiner Karriere 18 WM-Spiele und bereitete dabei vier Tore vor.

## Erfolge und Auszeichnungen
| - 1971 President’s-Cup-Gewinn mit den Edmonton Oil Kings - 1972 President’s-Cup-Gewinn mit den Edmonton Oil Kings - 1972 WCHL First All-Star Team - 1976 Teilnahme am NHL All-Star Game | - 1977 Teilnahme am NHL All-Star Game - 1985 Teilnahme am NHL All-Star Game - 1989 Commissioner’s Trophy (gemeinsam mit Blair MacDonald) |

### International
- 1986 Bronzemedaille bei der Weltmeisterschaft

## Karrierestatistik

### International
Vertrat Kanada bei:
- Weltmeisterschaft 1977
- Weltmeisterschaft 1986

(Legende zur Spielerstatistik: Sp oder GP = absolvierte Spiele; T oder G = erzielte Tore; V oder A = erzielte Assists; Pkt oder Pts = erzielte Scorerpunkte; SM oder PIM = erhaltene Strafminuten; +/− = Plus/Minus-Bilanz; PP = erzielte Überzahltore; SH = erzielte Unterzahltore; GW = erzielte Siegtore; 1 Play-downs/Relegation; Kursiv: Statistik nicht vollständig)